# Катков, Николай Павлович
Никола́й Па́влович Катко́в (Ко́ка) (род. 1950, Новосибирск, РСФСР, СССР) — советский и российский музыкант, звукорежиссер, поэт и художник, оказавший влияние на сибирский андеграунд 1980-х годов. Одним из первых в СССР начал работать с жанром конкретной музыки, что отразилось в альбоме-сборнике  «Шизазой. Наша эра», выпущенном в 1988 году.

## Биография
Родился 8 июня 1950 года в Новосибирске.
С 1983 по 1987 год работал в Доме культуры авиационного завода имени В. П. Чкалова.
Николай начал свою творческую деятельность в начале 1980-х годов. В отличие от большинства рок-музыкантов того времени, он не сочинял композиции к своим песням, а занимался наложением своего вокала на инструментальные фонограммы уже готовых западных и отечественных песен и инструментальных композиций. Первой из такой работ стала песня «Я — дебил», исполненная поверх фонограммы песни «Computer Love» группы Kraftwerk.
Я никогда не считал себя музыкантом,— вспоминает Кока.— Но меня всегда интересовала «конкретная музыка», поиск новых звуков и новых шумов. Долгое время мною двигало желание записываться наложением, не привлекая в студию дополнительных музыкантов.
С середины 80-х годов сотрудничал с Дмитрием Селивановым. Результатом совместной деятельности стал проект под названием «Димакок». В репертуар проекта вошли социальные песни, насыщенные явной антисоветской пропагандой и гротесковым сатирическим отображением действительности. Одним из примеров стала композиция «Конституция», в которой под гитарное наложение читалась статья из Конституции СССР (право на свободу вероисповедания, неприкосновенность жилища, тайну переписки).
Крайне негативно относился к идее целенаправленного распространения своих песен. В Новосибирске их тиражированием занимался Алексей Сенин (в будущем — сотрудник рок-журнала «Тусовка» и литературный редактор рок-газеты «ЭНск»), в Ленинграде — Сергей Фирсов, в Москве — местные «писатели». В конце 1980-х, поддавшись настойчивым уговорам приятелей, «Кока» дал несколько живых выступлений в рамках импровизационного проекта «Повидло», название которого лишний раз подчеркивало джемовый характер подобных акций.
В 1988 году объединил все свои песни, в том числе из проекта «Димакок», в один альбом под названием «Шизазой», позднее вошедший в топ Александра Кушнира «100 магнитоальбомов советского рока». Одна из композиций альбома, «Сказка», представляющая собой «наркоманскую» версию русских народных сказок, вошла в сборник демозаписей и неизданных записей группы Алиса «Поколение Икс».
Занимается живописью.

## Дискография
- 1988 — «Шизазой»
- 1998 — «Поколение ИКС»
- 2016 — CD: Кока — «Димакок / Наша эра / Шизазой»